# 2026年8月12日日食
2026年8月12日日食是一次日全食，將發生於2026年8月12日（俄羅斯東北部為8月13日）。新月當天（即朔日），地球上觀測到月球和太阳的角距離極小，此時月球如果恰好在月球交點附近，穿過太阳和地球之間，與地球、太阳接近一直線，則會出現日食。月球本影接觸地表而使該區域完全得不到陽光，就會形成日全食，同時在本影兩側數千公里的半影範圍內遮擋部分陽光，形成日偏食。此次日全食將會經過俄羅斯、格陵蘭、冰島、西班牙、葡萄牙的極小一角，日偏食則將覆蓋北美洲北部、歐洲大部分、非洲西北部及周邊部分地區。

## 日食概況

### 出現區域
本次日食開始時，月球本影將在俄羅斯克拉斯諾亞爾斯克邊疆區東北部北冰洋沿岸最先接觸地表，當地將在8月13日日出時最先看到日全食。然後本影將先向西北、再向西南跨過北冰洋，日期很快變為8月12日。本影貫穿格陵蘭東部，並逐漸轉向東南移動，劃過冰島西部並在冰島最西端比亚尔格角西南約44公里的洋面達到最大食分。此後本影繼續向東南劃過北大西洋，穿過伊比利亞半島進入地中海西部，覆蓋巴利阿里群島全體島嶼後在日落時分結束於梅諾卡島東南約160公里的海面。其中全食帶完全覆蓋了一個首都——冰島雷克雅維克，此外西班牙馬德里位於全食帶南緣，北郊能看到日全食，而市區能看到食分接近1的日偏食。
本次月球本影經過的陸地將包括：
- 俄羅斯：克拉斯諾亞爾斯克邊疆區東北角；
- 格陵兰：自北向南貫穿東北格陵蘭國家公園中部偏東和塞梅索克東北部；
- 冰島：西峽灣區西半部、西部區西半部、首都區西南半部、南半島區；
- 西班牙：加利西亞東北半部、阿斯圖里亞斯、坎塔布里亞、卡斯蒂利亚-莱昂中北部、巴斯克自治區中南部、拉里奧哈、納瓦拉南半部、馬德里自治區北部、卡斯蒂利亚-拉曼恰北部、阿拉贡中南部、巴伦西亚自治区北半部、加泰罗尼亚南部、巴利阿里群島全體島嶼；
- 葡萄牙：擦過布拉干薩區極東北角。[3][4]

除了狹窄的全食帶內能看見日全食之外，月球半影覆蓋範圍內都將能看到日偏食，包括美国阿拉斯加州除尼爾群島中西部以外的絕大部分、加拿大除不列顛哥倫比亞省南部邊境外的絕大部分、聖皮埃爾和密克隆、格陵蘭全境、美國本土東北部、百慕大、歐洲除東歐東南半部和南歐東部以外的大部分、北非西半部、西非西北半部及俄羅斯東北部。其中大部分地區在8月12日看到日食，俄羅斯東北部在8月13日看到日食，俄羅斯北部處於極晝的地區還有一部分日食從8月12日子夜前不久開始，在8月13日凌晨結束。
月球在其軌道上自西向東轉動，發生日食時，月球在地球表面的陰影也大多自西向東移動，而從地球上看，太阳的西側先被月球遮掩，然後逐漸向東。但此次日食發生在北半球的夏季，地軸北端向太阳方向傾斜，月球本影是從晨昏圈最北端附近的區域開始接觸地球的，因而全食帶在俄羅斯及其附近的一段，以及全食帶俄羅斯段附近被半影覆蓋、看到日偏食的區域內，月影在地表自東向西移動，地面上看到的太阳東側最先被月球遮掩。

此次日全食過程中月影在地表移動的動畫

### 基本參數
- 類型：日全食
- 食甚中心處（位於冰島比亚尔格角西南約44公里的丹麥海峽）資料：
  - 時間：2026年8月12日17:45:53.8
  - 地點：65°13.5′N 25°13.7′W / 65.2250°N 25.2283°W
  - 食分：1.0386（全食帶內最大）
  - 本影寬度：294.0公里
  - 日全食持續時間：2分18.2秒
- 全食最長處資料：
  - 時間：2026年8月12日17:44:42
  - 地點：65°50′N 25°29′W / 65.833°N 25.483°W
  - 本影寬度：292.9公里
  - 日全食持續時間：2分18.2秒（全食帶內最長）[6]

## 相關的日食

### 2026-2029年的日食
月球交替位於相對的月球交點時，以半個交點年（食年），即約177天又4小時間隔出現下列日食。
| 日食列表  |           |           |           |           |           |           |           |           |           |           |           |
| 1997-2000 | 2000-2003 | 2004-2007 | 2008-2011 | 2011-2014 | 2015-2018 | 2018-2021 | 2022-2025 | 2026-2029 | 2029-2032 | 2033-2036 | 2036-2039 |

| 升交點                                                         | 升交點                   |          | 降交點                   | 降交點 |
| 沙羅周期                                                       | 地圖                     | 沙羅周期 | 地圖                     |        |
| 121                                                            | 2026年2月17日 環食       | 126      | 2026年8月12日 全食       |        |
| 131                                                            | 2027年2月6日 環食        | 136      | 2027年8月2日 全食        |        |
| 141                                                            | 2028年1月26日 環食       | 146      | 2028年7月22日 全食       |        |
| 151                                                            | 2029年1月14日 偏食（北） | 156      | 2029年7月11日 偏食（南） |        |
| 註：2029年6月12日和2029年12月5日的日偏食屬於下一組交點年系列。 |                          |          |                          |        |

### 沙羅周期
沙羅週期長度為18年11天。本次日食屬於沙羅序列126，共包含72次日食，依次為1179年3月10日至1305年5月24日的8次日偏食、1323年6月4日至1810年4月4日的28次日環食、1828年4月14日至1864年5月6日的3次全環食（亦稱混合食）、1882年5月17日至2044年8月23日的10次日全食、2062年9月3日至2459年5月3日的23次日偏食，總共歷時1280.14年。其中最長的全食發生於1972年7月10日，共持續了2分36秒。
下表列舉了1901年至2100年間發生的屬於該周期的日食，是第39至49次：
| 42            | 43            | 44            |
| ------------- | ------------- | ------------- |
| 1918年6月8日  | 1936年6月19日 | 1954年6月30日 |
| 45            | 46            | 47            |
| 1972年7月10日 | 1990年7月22日 | 2008年8月1日  |
| 48            | 49            | 50            |
| 2026年8月12日 | 2044年8月23日 | 2062年9月3日  |
| 51            | 52            |               |
| 2080年9月13日 | 2098年9月25日 |               |

## 資料來源
1. ↑  樊忠玉. . 中国天文科普网.   [2018-01-31]. （原始内容存档于2014-09-17）.
2. 1 2  Fred Espenak. . NASA Eclipse Web Site.   [2018-01-31]. （原始内容存档于2020-10-24）.（英文）
3. ↑  Fred Espenak. . NASA Eclipse Web Site.   [2018-01-31]. （原始内容存档于2020-12-17）.（英文）
4. ↑  Xavier M. Jubier. .   [2018-01-31]. （原始内容存档于2019-09-13）.（法文）（英文）
5. ↑  Fred Espenak. . NASA Eclipse Web Site.   [2018-01-31]. （原始内容存档于2019-01-18）.（英文）
6. ↑  Fred Espenak. . NASA Eclipse Web Site.   [2018-01-31]. （原始内容存档于2020-10-23）.（英文）
7. ↑  Espenak, Fred. . NASA Eclipse Web Site （英语）.

## 外部連結
- NASA日食專頁（页面存档备份，存于）（英文）
- 可見區域圖和時間統計：由弗雷德·埃斯佩纳克做出的日食預報，NASA/GSFC
  - Google互動地圖呈現的日食範圍
  - 貝塞爾元素
- Google地圖顯示的日全食和日偏食範圍（页面存档备份，存于）（法文）（英文）

| \| \| 日食 \|                             |                              |                                          |
| 上一次日食： 2026年2月17日日食 （日環食） | 2026年8月12日日食 （日全食） | 下一次日食： 2027年2月6日日食 （日環食） |
| 上一次日全食： 2024年4月8日日食           | 2026年8月12日日食 （日全食） | 下一次日全食： 2027年8月2日日食          |
|                                           | 日食                         |                                          |